# La serpiente de Essex
La serpiente de Essex (The Essex Serpent) es una novela de 2016 de la autora británica Sarah Perry. El libro es la segunda novela por Perry y se publicó el 27 de mayo de 2016 en el Reino Unido a través de Serpent's Tail, una editorial de Profile Books.
Ambientada en la era victoriana, en el año 1893, cuenta la historia de Cora Seaborne, una mujer que disfruta de su reciente libertad de un esposo abusivo, se muda de Londres a un pueblo pequeño en Essex y se siente intrigada por la idea de que podría ser perseguido por una serpiente de mar mitológica.

## Trama
Después de enviudar cuando su marido rico y abusivo muere de cáncer de garganta, Cora Seaborne decide ignorar las trampas de su vida en la sociedad londinense y dedicarse a la paleontología amateur. De vacaciones en Colchester con su hijo, Francis, y su compañera, Martha, Cora está intrigada por una ruina causada por un terremoto que se rumorea que despertada a la Serpiente de Essex, un dragón marino mítico. Cora cree que la bestia podría ser un tipo de dinosaurio no descubierto que sobrevivió a la extinción. Al encontrarse con dos conocidos londinenses casados, Charles y Katherine Ambrose, Cora les cuenta sus teorías. Los Ambroses le hablan de amigos suyos, el reverendo William Ransome y su familia, que viven en el pequeño pueblo de Aldwinter, donde hay una serpiente tallada en uno de los bancos de la iglesia. Para su sorpresa mutua, ella y el reverendo descubren que ya se habían conocido en circunstancias desfavorables: cada uno se había confundido con un vagabundo. Cora entabla una rápida amistad con el Reverendo, su mujer Stella y sus niños, y se muda a Aldwinter para continuar su investigación sobre la serpiente.
Los niños y los lugareños se convencen cada vez más de que la serpiente, a la que llaman la Bestia de Aguas negras, es real y está esperando para atacarlos. Esto irrita a Will Ransome. Él y Cora discuten repetidamente sobre su fe y su negativa a creer en la serpiente, y su lucha los acerca más el uno al otro. Después de una visita a la escuela local que provoca que los escolares sufran ataques, Cora busca ver qué salió mal invitando a su amigo, Dr. Luke Garnett, desde Londres para examinarlos. Luke hipnotiza a la hija mayor de los Ransome, Joanna, con el consentimiento de Stella. Will entra en escena y se enfurece, provocando una seria ruptura entre él y Cora. Durante la ruptura, tanto Cora como Will comienzan a darse cuenta de que están enredados en una aventura emocional, al igual Martha y Dr. Luke, quien ha estado enamorado de la propia Cora durante mucho tiempo.
Will le confiesa sus sentimientos a Cora en una carta poco antes de descubrir que Stella, enferma de tuberculosis, está al borde de la muerte. Luke también le confiesa sus sentimientos a Cora a través de una carta. Cora, desconfiada de los hombres por su exesposo abusivo, está enojada con ambos. Ella ignora a Will y escribe una respuesta enojada a Luke, solo para descubrir más tarde que su carta le llegó el mismo día en que un ataque con un cuchillo lo mutiló permanentemente y terminó con su carrera médica.
En Aldwinter, un hedor misterioso cubre la ciudad y los aldeanos creen que está relacionado con la Bestia de Aguasnegras. Todo lo que descubren en la orilla es un gigantesco pez moribundo y se regocijan de que la serpiente nunca haya sido real.
Avergonzada de su comportamiento hacia Luke, Cora permite que Katherine la convenza de regresar a Aldwinter para evitar abandonar a sus amigos, los Ransome. Al regresar, ella y Will una vez más se sienten fuertemente atraídos el uno por el otro y consuman su relación.
Mientras tanto, Joanna y su amiga descubren que Blackwater Beast resulta ser solo un viejo bote que antes se pensaba que había sido arrastrado por el agua. Sin embargo, Cora se da cuenta de que Stella, delirando por su enfermedad, se ha ido a la "bestia" para morir. Cora y Will pueden rescatar a Stella.
Los niños Ransome son enviados a los Ambroses mientras Stella espera su muerte. Will se encuentra igualmente feliz con Stella mientras aún está enamorado de Cora. Luke encuentra una especie de paz viviendo con su amiga Spencer, a quien también han dejado plantada en el amor, y Cora se muda a Londres. Viviendo sola, ya que su compañera Martha se ha enamorado y su hijo está en un internado, Cora es feliz en su soledad pero continúa escribiendo a Will, instándolo a reencontrarse con ella algún día.

## Recepción
Descrito por The Guardian como un "éxito de venta de libros de boca en boca", la publicación señaló en mayo de 2017 que La serpiente de Essex (The Essex Serpent) había vendido más de 200.000 copias de tapa dura. El editor Serpent's Tail había establecido originalmente un modesto objetivo de ventas de 5.000 copias de tapa dura para el título. [3] En febrero de 2021, el título de la industria editorial The Bookseller informó que La serpiente de Essex (The Essex Serpent) había vendido 359.747 copias en todas las ediciones, según datos de Nielsen BookScan .
La serpiente de Essex (The Essex Serpent) ganó los British Book Awards como Libro del año 2016 y Libro del año 2016 de Waterstones.

## Adaptación
En 2020, se anunció una adaptación televisiva planificada que será dirigida por Clio Barnard con Keira Knightley como protagonista. Knightley luego abandono el proyecto citando dificultades para obtener cuidado de niños debido a la pandemia COVID-19 en curso. El 10 de febrero de 2021, se anunció que Claire Danes dirigiría la serie dramática, reemplazando a Knightley, como Cora Seaborne.
El 17 de febrero de 2021, se anunció que Tom Hiddleston asumiria el papel principal masculino de Will Ransome.
Anna Symon es el escritora principal de la adaptación. Barnard y Symon están produciendo con Jamie Laurenson, Hakan Kousetta, Patrick Walters, Iain Canning, Emile Sherman y Andrea Cornwell a través Ver-Vio Películas para Apple.